# 巴尔沃纳
巴尔沃纳，是西班牙阿拉贡自治区特鲁埃尔省的一个市镇。总面积41平方公里，总人口200人（2001年），人口密度5人/平方公里。